# Гуманистическая партия (Чили)
Гуманистическая партия (исп. Partido Humanista) — прогрессивная левая политическая партия в Чили. Принадлежит к глобальному Гуманистическому движению и входит в Гуманистический интернационал.

## История
Была основана в 1984 году для объединения противников военной диктатуры Аугусто Пиночета. В 1987 году стала первой подпольной партией, легализованной при пиночетовском режиме.
В декабре 1990 года Лаура Родригес стала первой в мире представительницей гуманистической партии, избранной в парламент. Она завоевала депутатское место в составе левоцентристской коалиции Concertación после восстановления чилийской демократии, однако вскоре умерла от рака.
На последующих выборах депутатов партия получала не менее 1 % голосов (с пиками в 2,9 % в 1997 и 3,36 % в 2013 году), однако больше депутатов от неё не избиралось. Поскольку законодательство Чили предусматривает лишение регистрации партий, получающих менее 5 % на выборах, Гуманистическая партия создала «запасные» технические партии вроде Партии за труд или Гуманистической партии Севера.
В 1990-х в её состав влились две зелёные партии.
На президентских выборах 2005 года Гуманистическая партия объединилась с Коммунистической партией Чили, Левой христианской партией Чили и меньшими леворадикальными организациями в коалицию Juntos Podemos Más («Вместе мы можем достичь большего»). Её кандидат в президенты, член Гуманистической партии Томас Хирш получил 5,37 % голосов в гонке с Мишель Бачелет, Себастьяном Пиньерой и Хоакином Лавином.
На президентских выборах 2013 года кандидатом чилийских гуманистов был беспартийный экономист, профессор университета и экологический активист Марсель Клод. Он занял 5-е место.
В выборах 2017 года участвовала в составе коалиции альтернативных левых сил Широкий фронт. Последнему сопутствовал успех, причём 5 из 20 депутатов, избранных от Широкого фронта, представляют Гуманистическую партию.